# Westburn Church

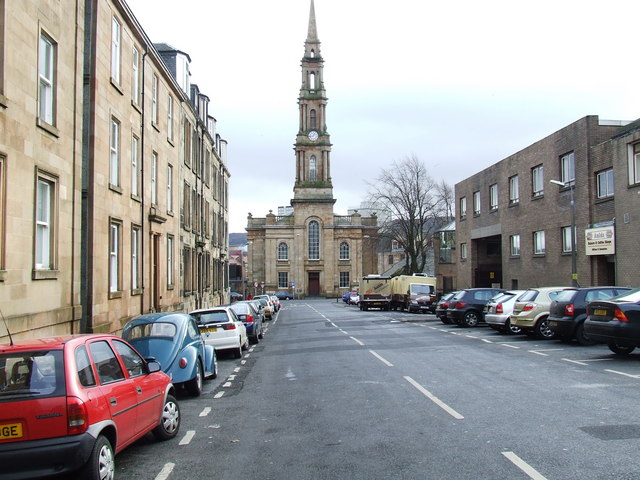
Die Westburn Church aus nordwestlicher Richtung

Die Westburn Church, ehemals West Kirk, Old Kirk und St Luke’s Church, ist ein Kirchengebäude der presbyterianischen Church of Scotland in der schottischen Stadt Greenock in Inverclyde. 1971 wurde das Bauwerk in die schottischen Denkmallisten in der höchsten Kategorie A aufgenommen. Das eher schlicht gehaltene Gebäude liegt westlich des Stadtzentrums. Die Kirche ist noch als solche in Verwendung.

## Geschichte
Der schottische König Jakob VI. verfügte im Jahre 1589 den Bau einer reformierten Kirche in Greenock. Zuvor war die protestantische Gemeinde von Greenock wahrscheinlich auf eine Kirche im sieben Kilometer entfernten Inverkip angewiesen. Das Gebäude wurde im Jahre 1591 fertiggestellt und im Oktober desselben Jahres fand der erste Gottesdienst statt. Das Gebäude wurde in den folgenden Jahrhunderten stetig erweitert. Um der steigenden Einwohnerzahl Rechnung zu tragen, wurde der Parish Greenock mehrfach geteilt, wobei in jedem Parish eine eigene Pfarrkirche errichtet wurde. In den 1830er Jahren erwies sich die Pfarrkirche als zu klein für die wachsende Gemeinde. In der Folge wurde ein Kirchenneubau in Auftrag gegeben. Als Standort wurde eine Gegend mit hoher Armut gewählt, denn den Armen fühlte sich die Gemeinde besonders verbunden. Die Bauarbeiten wurden nach einem Entwurf des Architekten David Cousin ausgeführt und 1841 abgeschlossen. Die Kirche wurde nach ihrem Parish als West Kirk bezeichnet. Der Vorgängerbau aus dem 16. Jahrhundert wurde aufgegeben (1864 wurde die Kirche weitgehend neu aufgebaut und zur Pfarrkirche des North Parish).
Im Jahre 1855 wurde der Glockenturm hinzugefügt; die Turmuhr ist eine Spende aus dem darauffolgenden Jahr. Ein Brand im Jahre 1912 zerstörte den Innenraum, der ebenso wie die Bleiglasfenster ersetzt wurde. Das Gebäude bot nun 1144 Personen Platz. Nach dem Zweiten Weltkrieg erfolgte in mehreren Stufen die Zusammenlegung zahlreicher Kirchengemeinden. 1966 fusionierte die West Kirk mit der örtlichen gälischsprachigen Gemeinde, woraus die Old Kirk hervorging, die das Gebäude der vormaligen West Kirk weiternutzte. Die Old Kirk schloss sich wiederum 1987 mit der St. Mark’s Church zur St. Luke’s Church zusammen und verblieb abermals in ihrem Gebäude. Zuletzt verschmolz 2007 die St. Luke’s Church mit der St. George’s North Church zur Westburn Church.